# Michał Cieślak (Ruderer)
Michał Cieślak (* 6. September 1968 in Sierpc) ist ein ehemaliger polnischer Steuermann im Rudern. Er gewann 1992 die olympische Bronzemedaille im Vierer mit Steuermann.

## Karriere
Der 1,62 m große Michał Cieślak steuerte 1985 den Zweier mit Steuermann mit Tomasz Tomiak und Krzysztof Polanczyk und belegte den vierten Platz bei den Junioren-Weltmeisterschaften, 1967 kam er mit Artur Jankowiak und Jacek Gaworski auf den fünften Platz.
1989 startete Cieślak bei den Weltmeisterschaften in Bled zusammen mit Tomasz Tomiak und Wojciech Jankowski im Zweier mit Steuermann und belegte den sechsten Platz, 1990 in Neuseeland waren Jankowski, Jacek Streich und Cieślak Siebte. 1991 bildete sich ein polnischer Vierer mit Steuermann in der Besetzung Wojciech Jankowski, Maciej Łasicki, Jacek Streich, Tomasz Tomiak und Michał Cieślak. Bei den Weltmeisterschaften 1991 in Wien siegte der deutsche Vierer vor den Rumänen und dem polnischen Boot, das im Ziel 0,2 Sekunden Vorsprung vor den viertplatzierten Briten hatte. Ein Jahr später bei den Olympischen Spielen in Barcelona ruderte der polnische Vierer mit Steuermann in der gleichen Besetzung wie im Vorjahr. Im olympischen Finale gewannen die Rumänen vor den Deutschen und den Polen, die diesmal fast drei Sekunden Vorsprung vor dem viertplatzierten Boot aus den Vereinigten Staaten hatten. 1993 erreichte Cieślak bei den Weltmeisterschaften in Račice u Štětí den sechsten Platz im Vierer mit Steuermann.
Michał Cieślak ruderte für den Verein Budowlani Płock.